# Клопов, Александр Дмитриевич
Александр Дмитриевич Клопов — советский хозяйственный, государственный и политический деятель.

## Биография
Родился в 1925 году в Харькове. Член КПСС.
Окончил Горьковский политехнический институт.
В 1943—1950 — курсант Иркутской военной школы авиатехников, авиатехник 7-й военной школы пилотов первоначального обучения, старший авиатехник Омского военного училища летчиков..
В 1952—1957 — секретарь комитета комсомола, секретарь парткома ГПИ имени Жданова.
В 1957—1959 — секретарь, второй секретарь Советского райкома КПСС города Горького.
В 1959—1963 — секретарь парткома ВОРП.
В 1963—1968 — 1-й секретарь Канавинского райкома КПСС города Горького.
В 1968—1980 — заведующий отделом организационно-партийной работы Горьковского обкома КПСС.
В 1981—1986 — председатель Горьковского облсовпрофа
Делегат XXIII и XXVI съездов КПСС.
Умер в 2010 году в Нижнем Новгороде

## Награды
- Орден Трудового Красного Знамени (дважды)
- Орден Знак Почёта